# Mercado de assassinato

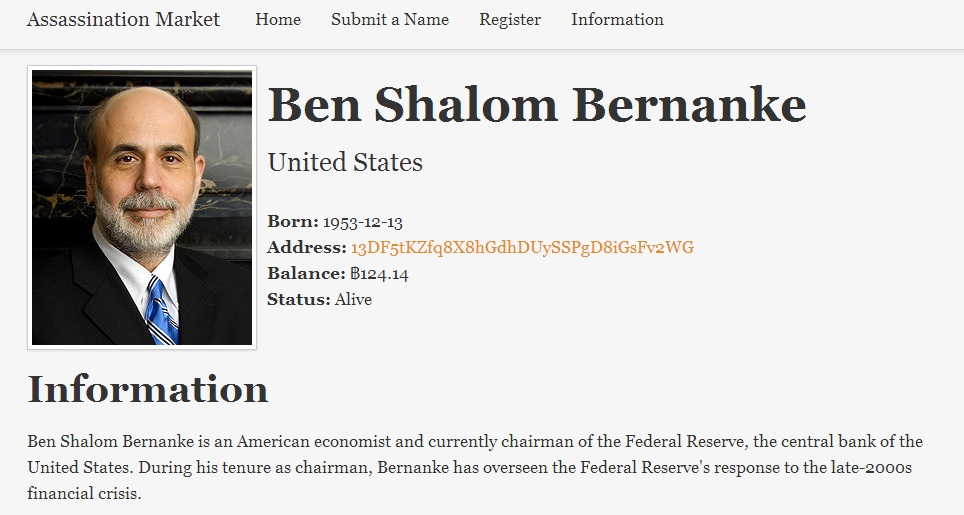
Uma captura de tela do site do Tor Mercado de Assassinato. Nele, havia uma recompensa de US$ 110 mil pela morte de Ben Bernanke, ex-presidente da Reserva Federal (maio de 2020).

Mercado de assassinato é um mercado preditivo onde qualquer pessoa pode apostar na data de morte de um indivíduo usando moedas digitais anônimas ou remailers pseudoanônimos. O pagamento é coletado após a pessoa adivinhar a data corretamente. A prática incentivaria o assassinato de indivíduos, pois o assassino poderia lucrar ao matar sua vítima na data em que ele mesmo apostou. Já que o pagamento é realizado para a pessoa que adivinhou a data ao invés do assassino, é muito mais difícil atribuir responsabilidade penal pelo assassinato.

## História
Um dos primeiros usos do termo "mercado de assassinato" pode ser encontrado (com ambos vieses positivo e negativo) no Cyphernomicon, escrito em 1994 pelo cypherpunk Timothy C. May. O conceito e seus potenciais efeitos são chamados de "política do assassinato", um termo popularizado por Jim Bell em seu artigo de 1995–96 do mesmo nome.

Na primeira parte de seu artigo, Bell descreve a ideia como:
Bell então se aprofunda no protocolo necessário para o mercado de assassinato. Ao fim de sua tese, ele postula outro mercado que é em sua maioria não-anônimo, então, contrasta essa nova versão com a versão previamente descrita. A tentativa de popularização do termo por Carl Johnson parece ser baseada na primeira versão. Houve uma tentativa de popularizar a segunda versão em 2001.
Tecnologias como Tor e Bitcoin possibilitaram a criação de mercados de assassinato online, como descrito nas partes um a nove do Política do Assassinato.

## Websitedo Mercado de Assassinato
O primeiro mercado preditivo chamado "Mercado de Assassinato" foi criado por um autoentitulado criptoanarquista denominado Kuwabatake Sanjuro em 2013. O Tor foi utilizado para esconder a localização do site, e o Bitcoin foi usado para as apostas. Havia recompensas para a morte do presidente dos Estados Unidos Barack Obama, o economista Ben Bernanke e a então ministra da Justiça da Suíça Beatrice Ask. De acordo com Sanjuro, o objetivo do mercado era matar o máximo de políticos possíveis para desestabilizar "todos os governos, por toda a parte", e ele aceitaria apenas alvos de pessoas que tenham usado a força contra outras pessoas e que estejam protegidos pela lei. Sua motivação para criar o site foi a revelação de Edward Snowden de que a NSA praticava vigilância global. Em 2015, suspeitava-se que o site estava extinto, mas em 2018 todas as Bitcoins depositadas foram sacadas.